# Polyalthia chrysotricha
Polyalthia chrysotricha este o specie de plante din genul Polyalthia, familia Annonaceae, descrisă de Henry Nicholas Ridley. Conform Catalogue of Life specia Polyalthia chrysotricha nu are subspecii cunoscute.